# Odile Poisson
Pour les articles homonymes, voir Poisson (homonymie).
Odile Poisson est une actrice française, née le 4 mars 1935 à Nantes et morte le 24 mai 2008 à La Boulaye (Saône-et-Loire).

## Biographie

### Origines
Odile Anne Poisson naît en 1935 à Nantes, de René Poisson et de Anne Marie Guérin.

### Vie privée
Odile Poisson épouse en 1975 dans le 9e arrondissement de Paris Andrei Gorea et en divorce en 1983.

### Mort
Odile Poisson meurt en 2008 à La Boulaye,.

## Filmographie
- 1959 : Mon pote le gitan de François Gir
- 1960 : Les Moutons de Panurge de Jean Girault
- 1961 : Les Livreurs de Jean Girault
- 1961 : Climats de Stellio Lorenzi
- 1967 : Les Aventuriers de Robert Enrico : Yvette
- 1967 : La Petite Vertu de Serge Korber : Martine
- 1972 : Beau Masque de Bernard Paul : Raymonde
- 1974 : Dupont Lajoie de Yves Boisset : Mme Schumacher
- 1976 : Le Juge Fayard dit « le Shériff » d'Yves Boisset : Pichon
- 1976 : Violette et François de Jacques Rouffio
- 1976 : Guerres civiles en France (de Vincent Nordon, François Barat et Joël Farges : une Versaillaise
- 1977 : La Jument vapeur de Joyce Buñuel
- 1977 : La Dentellière de Claude Goretta :  la caissière
- 1980 : Les Sous-doués de Claude Zidi : Madame le juge
- 1982 : La vie est un roman d'Alain Resnais

## Théâtre
- 1962 : Oscar de Claude Magnier, mise en scène Jacques Mauclair, théâtre en Rond
- 1964 : Rebrousse-Poil de Jean-Louis Roncoroni, mise en scène Pierre Fresnay, théâtre de l'Œuvre
- 1966 : Maître Puntila et son valet Matti, mise en scène John Blatchley, Comédie de Saint-Étienne : Eva[3]
- 1967 : Bleus, blancs, rouges ou les Libertins de Roger Planchon, mise en scène de l'auteur, théâtre de la Cité à Villeurbanne, Festival d'Avignon
- 1970 : Le Général inconnu de René de Obaldia, mise en scène Jean Dasté, Comédie de Saint-Étienne